# Калінінська селищна рада (Свердловськ)
Калінінська се́лищна ра́да — орган місцевого самоврядування у складі Свердловської міської ради Луганської області. Адміністративний центр — селище міського типу Калінінський.

## Загальні відомості
- Калінінська селищна рада утворена в 1957 році.
- Територія ради: 3,55 км²
- Населення ради: 2 835 осіб (станом на 2001 рік)

## Населені пункти
Селищній раді підпорядковані населені пункти:
- смт Калінінський
- с. Кондрюче
- с-ще Хмельницький

## Склад ради
Рада складається з 20 депутатів та голови.
- Голова ради: Деревянко Володимир Леонідович
- Секретар ради: Гугніна Наталія Василівна

### Керівний склад попередніх скликань
| ПІБ                            | Основні відомості                                                            | Дата обрання | Дата звільнення |
| ------------------------------ | ---------------------------------------------------------------------------- | ------------ | --------------- |
| Сундикова Галина Володимирівна | Селищний голова, 1953 року народження, позапартійна                          | 26.03.2006   | 31.10.2010      |
| Деревянко Володимир Леонідович | Селищний голова, 1972 року народження, освіта вища, член партії Єдиний Центр | 31.10.2010   |                 |

Примітка: таблиця складена за даними джерела

### Депутати
За результатами місцевих виборів 2010 року депутатами ради стали:

#### За суб'єктами висування
| Суб'єкт висування                                       | Кількість обраних депутатів | %  |
| ------------------------------------------------------- | --------------------------- | -- |
| Партія регіонів                                         | 11                          | 55 |
| Самовисування                                           | 5                           | 25 |
| Комуністична партія України                             | 2                           | 10 |
| Політична партія Всеукраїнське об'єднання «Батьківщина» | 1                           | 5  |
| Політична партія «Сильна Україна»                       | 1                           | 5  |

#### За округами
| № округу                                                | Прізвище, ім'я, по батькові      | Дата визнання обраним | Освіта                    | Партійна приналежність                        | Відомості про обраного депутата                            |
| ------------------------------------------------------- | -------------------------------- | --------------------- | ------------------------- | --------------------------------------------- | ---------------------------------------------------------- |
| Комуністична партія України                             |                                  |                       |                           |                                               |                                                            |
| 2                                                       | Васильцев Степан Тимофійович     | 03.11.2010            | Освіта середня            | член Комуністичної партії України             | пенсіонер                                                  |
| 3                                                       | Стадник Володимир Петрович       | 03.11.2010            | Освіта середня            | член Комуністичної партії України             | пенсіонер                                                  |
| Партія регіонів                                         |                                  |                       |                           |                                               |                                                            |
| 1                                                       | Одінаєва Світлана Миколаївна     | 03.11.2010            | Освіта вища               | член Партії регіонів                          | Вуглезбагачувальна фабрика смт Калінінський, економіст     |
| 4                                                       | Хромейко Анатолій Володимирович  | 03.11.2010            | Освіта середня спеціальна | член Партії регіонів                          | пенсіонер                                                  |
| 5                                                       | Буйновський Володимир Андрійович | 03.11.2010            | Освіта вища               | позапартійний                                 | ВП "Шахта ім. «Свердлова», гірник                          |
| 6                                                       | Мордач Віталій Вячеславович      | 03.11.2010            | Освіта вища               | член Партії регіонів                          | приватний підприємець, ветлікар                            |
| 9                                                       | Казаков Олександр Геннадійович   | 03.11.2010            | Освіта вища               | позапартійний                                 | ТОВ «Єрмак Україна», інженер                               |
| 13                                                      | Феськів Раїса Євгенівна          | 03.11.2010            | Освіта середня спеціальна | член Партії регіонів                          | ВП «УЖКГ та ТП», машиніст                                  |
| 16                                                      | Гугніна Наталія Василівна        | 03.11.2010            | Освіта вища               | член Партії регіонів                          | Калінінська селищна рада, секретар                         |
| 17                                                      | Приходько Олег Михайлович        | 03.11.2010            | Освіта вища               | позапартійний                                 | ВП "Шахта «Довжанська-Капітальна», прохідник               |
| 18                                                      | Горбина Сергій Павлович          | 03.11.2010            | Освіта вища               | позапартійний                                 | ВП "Шахта «Довжанська-Капітальна», майстер-гірничий        |
| 19                                                      | Гойденко Вячеслав Володимирович  | 03.11.2010            | Освіта вища               | член Партії регіонів                          | пенсіонер                                                  |
| 20                                                      | Шерстнікова Тетяна Юріївна       | 03.11.2010            | Освіта вища               | член Партії регіонів                          | УЖКГ ДП"Свердловантрацит", юрист                           |
| Політична партія Всеукраїнське об'єднання «Батьківщина» |                                  |                       |                           |                                               |                                                            |
| 10                                                      | Фесенко Григорій Олексійович     | 03.11.2010            | Освіта вища               | член Всеукраїнського об'єднання «Батьківщина» | ВП «УЖКГ та ТП», майстер                                   |
| Політична партія «Сильна Україна»                       |                                  |                       |                           |                                               |                                                            |
| 15                                                      | Голиков Юрій Миколайович         | 03.11.2010            | Освіта вища               | член Політичної партії «Сильна Україна»       | ДДУПВП виправна колонія № 38, директор підприємства        |
| Самовисування                                           |                                  |                       |                           |                                               |                                                            |
| 7                                                       | Картамишев Олександр Миколайович | 03.11.2010            | Освіта вища               | позапартійний                                 | Калінінська загальноосвітня школа, вчитель                 |
| 8                                                       | Купрій Юрій Олексійович          | 03.11.2010            | Освіта вища               | позапартійний                                 | ВП "Шахта «Довжанська-Капітальна», механік                 |
| 11                                                      | Попенчук Юрій Петрович           | 03.11.2010            | Освіта вища               | позапартійний                                 | ВП "Шахта «Довжанська-Капітальна», електрослюсар-підземний |
| 12                                                      | Ткаченко Алла Олексіївна         | 03.11.2010            | Освіта вища               | позапартійна                                  | тимчасово не працює                                        |
| 14                                                      | Єнін Євген Миколайович           | 03.11.2010            | Освіта середня спеціальна | позапартійний                                 | ВП "Шахта «Довжанська-Капітальна», електрослюсар           |